# Bluebus 12m
De Bluebus 12m is een elektrische low floor-stadsbus, geproduceerd door het Franse concern Blue Solutions. De bus werd in 2015 geïntroduceerd.

## Inzet
De bus wordt vooral ingezet op stadslijnen in verschillende Franse steden. Daarnaast zijn er ook enkele exemplaren geëxporteerd naar onder andere België.

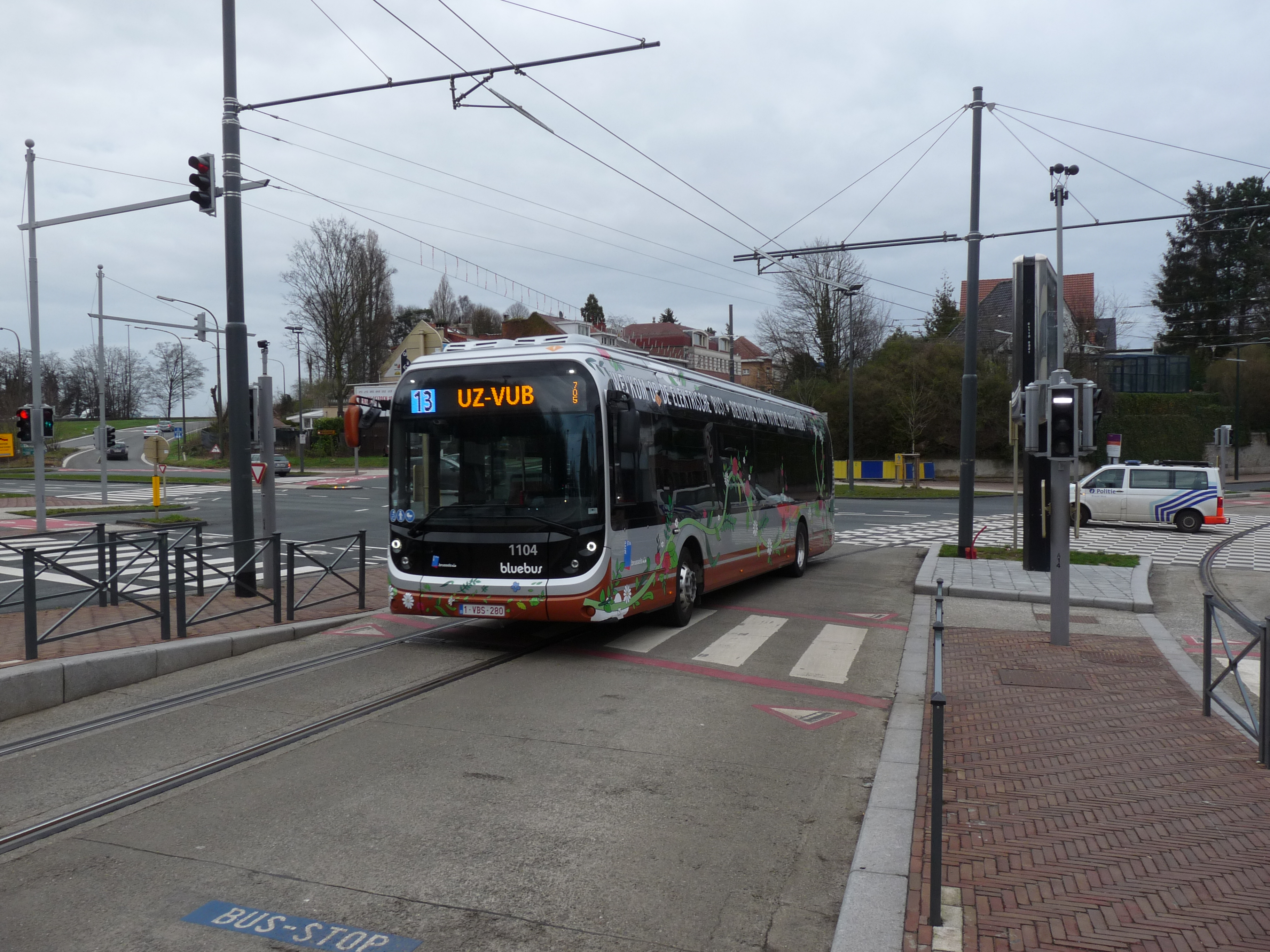
Bluebus in Brussel

| Bedrijf   | Aantal | Serie                                                                                       | Inzet   | Opmerking |
| België    | België | België                                                                                      | België  | België |
| --------- | ------ | ------------------------------------------------------------------------------------------- | ------- | --- |
| MIVB      | 5      | 1101-1105                                                                                   | Brussel | |
| Frankrijk |        |                                                                                             |         | |
| RATP      | 322    | - 550 - 600 - 604 - 626 - 628 - 640 - 641 - 648 - 650 - 700 - 702 - 734 - 762 - 1987 - 2126 | Parijs  | 550 - 600, 604 - 626, 628 - 640 en 762 zijn tweedeurs 641 - 648, 650 - 700, 702 - 734, 1987 - 2126 zijn drieduers |